# Horst Kempe (Kunsthändler)
Werner Horst Kempe (* 7. Februar 1907 in Dresden; † 8. Dezember 1998 in Haag in Oberbayern) war ein deutscher Kunsthändler in Dresden.

## Leben
Horst Kempe besuchte das König-Georg-Gymnasium in Dresden. In den 1920er Jahren begann er sich mit dem Sammeln von Briefmarken und Kunst zu beschäftigen. Im Sommer 1945 begann er einen Briefmarkenhandel in Dresden. Besonders die provisorischen Ausgaben der Nachkriegszeit interessierten ihn und in kurzer Zeit baute er einen in ganz Deutschland bekannten Briefmarken-Großhandel auf. Er verfasste mehrere Publikationen wie „Schöne Sächsische Sonderstempel“ und „Die Marke auf Brief“. In der SBZ-Philatelie spielte er eine wichtige Rolle.
Anfang der 1950er Jahre wurde er Opfer einer Enteignungsaktion gegen den privaten Briefmarkenhandel in der DDR. So besann sich Horst Kempe auf sein altes Hobby Kunstsammeln und begann im ausgebombten Dresden unter dem Namen NOVA einen Kunsthandel. Auf Grund von Horst Kempes Vermittlung gelangten Hauptwerke u. a. von Erich Heckel, Otto Dix und Karl Schmidt-Rottluff in die Dresdner Museen. Durch seine Freundschaft mit Otto Dix hatte er das Privileg, dessen vertrauter Kunsthändler in der DDR zu sein.
Kempe wurde 1974 inhaftiert und nach neun Monaten U-Haft ohne Anklage oder Urteil direkt aus dem Stasi-Gefängnis in den Westen abgeschoben. Diesmal wurde er eines der ersten Opfer der von Alexander Schalck-Golodkowski und seiner KoKo inszenierten Enteignungswelle gegen den privaten Kunsthandel der DDR. Nach dem Muster dieser ersten gemeinsamen Aktion von MfS, Zoll- und Steuerfahndung wurden in den Folgejahren noch dutzende privater Kunstsammler und -händler in der DDR enteignet. Günter Blutke hat die Geschichte in seinem 1990 erschienenen Buch „Obskure Geschäfte mit Kunst“ beschrieben.